# Outchour
L'Outchour est une rivière de Russie, longue de 812 km, affluent droit de l'Aldan (affluent de la Léna), qui coule en Sibérie orientale.

## Géographie
Il prend sa source dans les monts Gueran (extrémité orientale des monts Stanovoï), dans le krai de Khabarovsk, à une centaine de kilomètres de la mer d'Okhotsk. Il s'enfonce dans le continent vers le nord-ouest avant d'obliquer plus franchement vers le nord. Il coule au sein d'une région montagneuse, drainant la partie orientale du haut plateau de l'Aldan. Son cours est coupé de rapides à plusieurs endroits.
Il termine son parcours en rejoignant l'Aldan au niveau de l'agglomération de Tchagda, en République de Sakha.
Le bassin versant a une superficie de 113 000 km2. Le débit moyen est de 1 350 m3/s, mais son débit instantané peut varier de 15 m3/s (mars 1970) à 21 600 m3/s.
L'Outchour est une rivière puissante et bien alimentée. Il reçoit les eaux de 141 affluents de plus de 10 kilomètres de long ; son bassin compte quelque 16 000 cours d'eau et environ 5 000 lacs.

## Affluents
Ses principaux affluents sont l'Ouïan, le Tyrkan, le Gonam, et le Guynym.

## Navigabilité
Comme tous les cours d'eau sibériens, la rivière est gelée durant une longue période. Les eaux sont prises par les glaces de novembre à mai.
En dehors de cette période, elle est navigable sur une partie de son cours inférieur, depuis le confluent avec l'Aldan.

## Hydrométrie - Les débits à Tchyoulbe
Le débit de l'Outchour a été observé pendant 46 ans (sur la période 1954-1999) à Tchyoulbe, petite localité située à quelque 154 kilomètres de son confluent avec l'Aldan.
Le débit inter annuel moyen ou module observé à Tchyoulbe durant cette période était de 1 211 m3/s pour une surface drainée de 108 000 km2, soit plus ou moins 96 % de la totalité du bassin versant de la rivière qui compte 113 000 km2.
La lame d'eau écoulée dans le bassin atteint donc le chiffre de 354 millimètres par an, ce qui peut être considéré comme élevé dans le contexte de la Sibérie et du bassin de la Léna.
Le débit moyen mensuel observé en mars (minimum d'étiage) atteint 46,6 m3/s, soit à peine 1,3 % du débit moyen du mois de juin (maximum de l'année avec 3 652 m3/s), ce qui montre l'amplitude extrêmement élevée des variations saisonnières.
Sur la période d'observation de 46 ans, le débit mensuel minimal a été de 19,8 m3/s en mars 1970, tandis que le débit mensuel maximal s'est élevé à 8 820 m3/s en juin 1956.
En considérant la seule période estivale, libre de glaces (de juin à octobre inclus), le débit mensuel minimal observé a été de 275 m3/s en octobre 1968, niveau restant encore bien confortable. Un débit mensuel estival inférieur à 280 m3/s est rare, voire exceptionnel.